# Liste des conseillers régionaux de l'Allier
Pour un article plus général, voir Conseil régional d'Auvergne-Rhône-Alpes.
 (juin 2025).
Si vous disposez d'ouvrages ou d'articles de référence ou si vous connaissez des sites web de qualité traitant du thème abordé ici, merci de compléter l'article en donnant les références utiles à sa vérifiabilité et en les liant à la section « Notes et références ».
Les conseillers régionaux de l'Allier sont des conseillers qui sont élus dans le cadre des élections régionales pour siéger au conseil régional d'Auvergne-Rhône-Alpes.

## Mandature 2021-2028
L'Allier compte onze conseillers régionaux au niveau du département sur les 204 élus du conseil régional d'Auvergne-Rhône-Alpes.
| Groupe politique                                              | Nom                     | Parti | Parti                                                                                 |
| ------------------------------------------------------------- | ----------------------- | ----- | ------------------------------------------------------------------------------------- |
| Les Républicains, Divers droite, Société civile et Apparentés | Frédéric Aguilera       |       | LR                                                                                    |
| Les Républicains, Divers droite, Société civile et Apparentés | Carine Barillet         |       | DVD                                                                                   |
| Les Républicains, Divers droite, Société civile et Apparentés | Stéphanie Cartoux       |       | LR                                                                                    |
| Les Républicains, Divers droite, Société civile et Apparentés | Manuela De Castro Alvès |       | LR                                                                                    |
| Les Républicains, Divers droite, Société civile et Apparentés | Emmanuel Ferrand        |       | LR                                                                                    |
| Les Républicains, Divers droite, Société civile et Apparentés | Valérie Lassalle        |       | DVD                                                                                   |
| Les Républicains, Divers droite, Société civile et Apparentés | Didier Lindron          |       | DVD                                                                                   |
| UDI, Centristes et Apparentés                                 | Yannick Lucot           |       | UDI                                                                                   |
| Les Écologistes                                               | Anne Babian-Lhermet     |       | EÉLV                                                                                  |
| Socialiste, Écologiste et Démocrate                           | Yannick Monnet          |       | PCF (démissionne après être devenu député de la première circonscription de l'Allier) |
| Insoumis et Communistes                                       | Pierre Guillaumin       |       | LFI (siège depuis septembre 2022, supplée Yannick Monnet)                             |
| Rassemblement national                                        | Benoît Auguste          |       | RN                                                                                    |

## Mandature 2015-2021
L'Allier compte huit conseillers régionaux au niveau du département sur les 204 élus du conseil régional d'Auvergne-Rhône-Alpes.
| Groupe politique                                   | Nom                | Parti | Parti            |
| -------------------------------------------------- | ------------------ | ----- | ---------------- |
| Les Républicains, divers droite et société civile  | Daniel Dugléry     |       | Les Républicains |
| Les Républicains, divers droite et société civile  | Charlotte Benoît   |       | DVD              |
| Les Républicains, divers droite et société civile  | Emmanuel Ferrand   |       | Les Républicains |
| Les Républicains, divers droite et société civile  | Cécile de Breuvand |       | DVD              |
| Union des démocrates et indépendants               | Yannick Lucot      |       | UDI              |
| Socialistes, démocrates, écologistes et apparentés | Jean-Michel Guerre |       | PS               |
| L'humain d'abord, PCF - Front de gauche            | Pascale Semet      |       | PCF              |
| Front national                                     | Thibaut Monnier    |       | FN               |

## Mandature 2010-2015
L'Allier compte onze conseillers régionaux sur les 47 élus qui composent l'assemblée du conseil régional d'Auvergne, issue des élections des 14 et 21 mars 2010.

### Répartition par groupe politique
| Groupe politique                  | Nom                    | Parti | Parti |
| --------------------------------- | ---------------------- | ----- | ----- |
| Groupe Socialiste et Républicain  | Marie-José Chassin     |       | PS    |
| Groupe Socialiste et Républicain  | Jean-Michel Guerre     |       | PS    |
| Groupe Socialiste et Républicain  | Marie-Claude Leguillon |       | PRG   |
| Groupe Socialiste et Républicain  | Henri Malavaud         |       | PS    |
| Groupe Socialiste et Républicain  | Jean Mallot            |       | PS    |
| Groupe Front de Gauche            | Luc Bourduge           |       | PCF   |
| Groupe Front de Gauche            | Pascale Semet          |       | PCF   |
| Groupe Europe Écologie Les Verts  | Nicole Rouaire         |       | EÉ    |
| Groupe de l'Union pour l'Auvergne | Daniel Dugléry         |       | UMP   |
| Groupe de l'Union pour l'Auvergne | Isabelle Gardien       |       | UMP   |
| Groupe de l'Union pour l'Auvergne | Bernadette Rondepierre |       | DVD   |

### Élus membres de l'exécutif
- Luc Bourduge, 3e vice-président chargé de la Mobilité et des Transports
- Pascale Semet, 8e vice-présidente chargée de la Politique de la Ville, du Logement et de l’Économie Sociale et Solidaire
- Jean-Michel Guerre, 9e vice-président chargé de l’Attractivité des Territoires et des Politiques Contractuelles Régionales
- Nicole Rouaire, 10e vice-présidente chargée de la Culture, du Patrimoine et du Développement des Usages Numériques
- Marie-José Chassin, 12e vice-présidente chargée de la Ruralité et de l’Agriculture